# Когер, Юри
Ю́ри Ко́гер (эст. Jüri Koger, при рождении — Ко́нрад Ю́рьевич Ге́ррец (эст. Konrad Gerretz); 5 февраля 1907, Рига, Лифляндская губерния, Российская империя — 23 февраля 1969, Таллин, Эстонская ССР) — эстонский и советский театральный актёр. Заслуженный артист Эстонской ССР (1951).

## Биография
Родился в семье портного. Учился в 1919—1924 годах в Ташкентской, Московской и Таллинской общеобразовательных школах, затем актёрскому мастерству в Московском художественном театре под руководством Н. Михно и своего брата Г. Герреца.
В 1930-х годах изучал право в Тартуском университете. В 1935—1941 и 1944—1945 годах выступал на сцене театра «Эстония».
Во время Великой Отечественной войны в 1942—1944 годах был артистом Национального художественного ансамбля Эстонской ССР в Ярославле.
В 1946—1948 годах — артист Драматического театра Балтийского флота в Таллине, с 1949 по 1954 год — Государственного русского драматического театра Эстонской ССР.
Член Театрального общества Эстонской ССР (1954—1957).
Похоронен на таллинском кладбище Метсакалмисту.

## Избранные роли в театре
- Дэвид («О, молодость!» Ю. О’Нила, 1935)
- Герман Гесслер («Вильгельм Телль» Ф. Шиллера, 1936)
- Борачио («Много шума из ничего» Шекспира, 1936)
- Оберон («Сон в летнюю ночь» Шекспира, 1937)
- Сонн («Флаги в шторм» Х. Раудсеппа, 1937)
- Отто Вестрик («Американский Христос» Х. Раудсеппа, 1939)
- Мистер Синг («Школа злословия» Р. Шеридан, 1945)
- Брюкнер («Молодая гвардия» А. Фадеева, 1947)
- Нигул Херм («Два лагеря» А. Якобсона, 1949)
- Каренин («Анна Каренина» Л. Толстой, 1950)
- Савва («Бешеные деньги» А. Островский, 1950)
- Сталь («Шакалы» Аугуст Якобсон, 1953)
- Нароков («Таланты и поклонники» А. Островский, 1954)
- Баптиста («Укрощение строптивой» Шекспира , 1954).

## Награды
- Премия Советской Эстонии (1950).
- Заслуженный артист Эстонской ССР (1951).
- Почётная грамота Президиума Верховного Совета Эстонской ССР в честь 5-летия создания Государственного русского драматического театра Эстонской ССР (1954).

## Семья
- Жена — Ольга Лунд, народная артистка Эстонской ССР.
- Сын — Юри Геррец.